# عمد (عمارة)

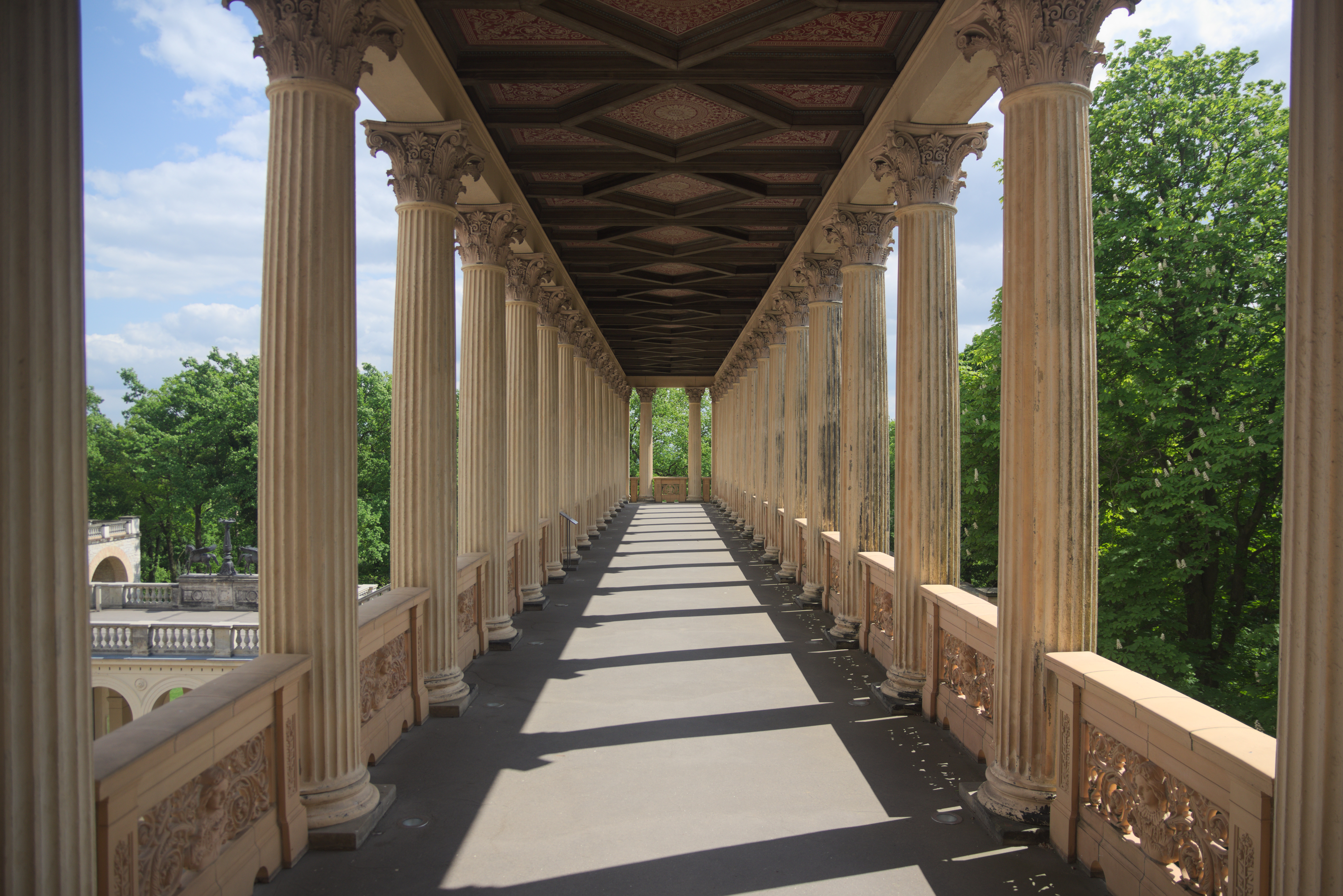
الأعمدة في بلفيدير على بفينسبيرج (Belvedere on the Pfingstberg) وهو قصر في ألمانيا

في العمارة الكلاسيكية، العَمَد هو سلسلة طويلة من الأعمدة المرتبطة بمعمد، أو غالباً ما تكون قائمة بذاتها، أو جزء من مبنى. عادة ما يتم استخدام أزواج أو أزواج متعددة من الأعمدة في صف أعمدة يمكن أن يكون مستقيمًا أو منحنيًا. قد تكون المساحة المغلقة مغطاة أو مفتوحة.  في ميدان القديس بطرس في روما، يحيط أعمدة برنيني العظيمة مساحة إهليلجية واسعة مفتوحة.

## العمد المميز

### العالم القديم

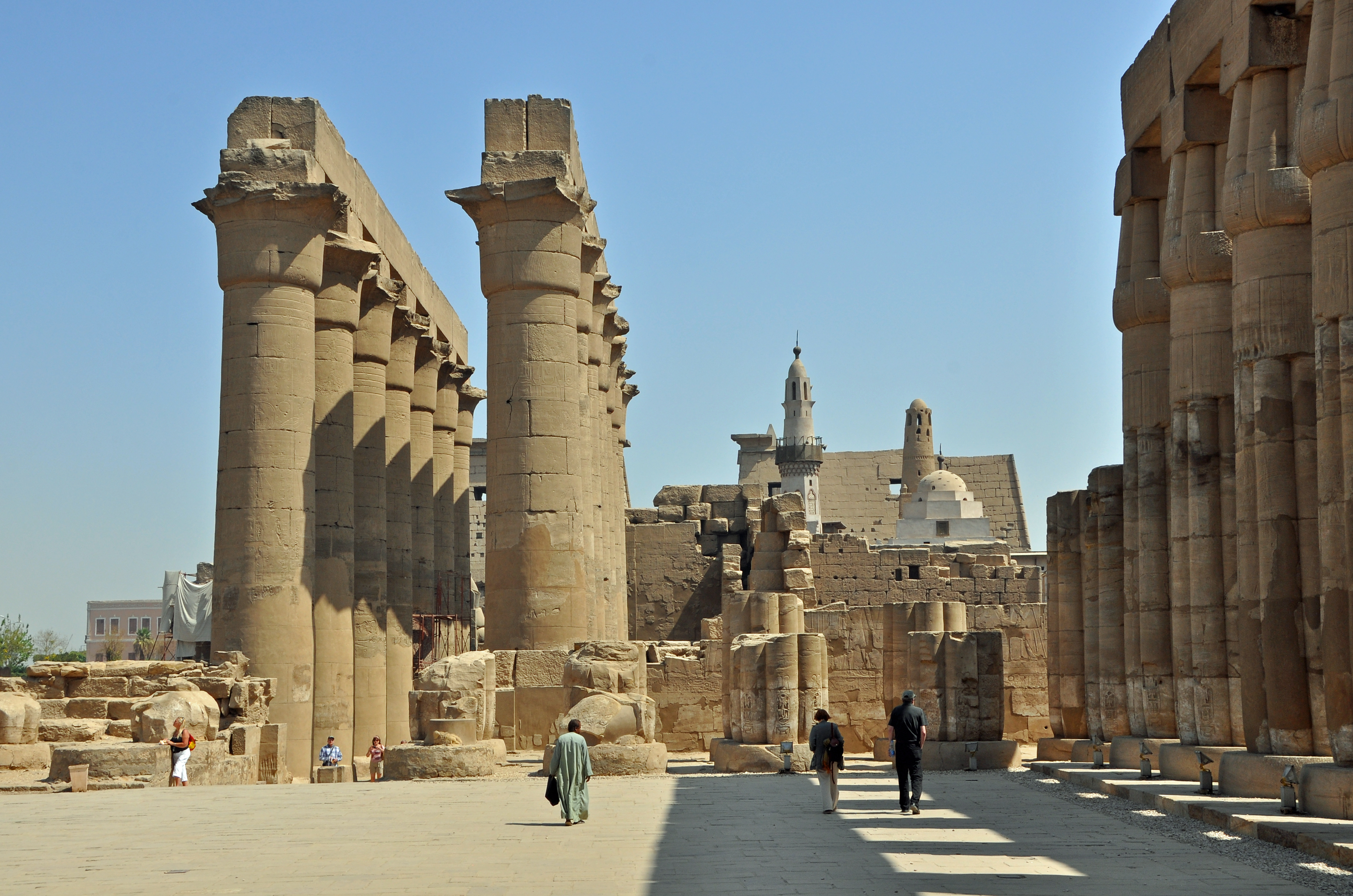
The colonnade of Amenhotep III at the Luxor temple
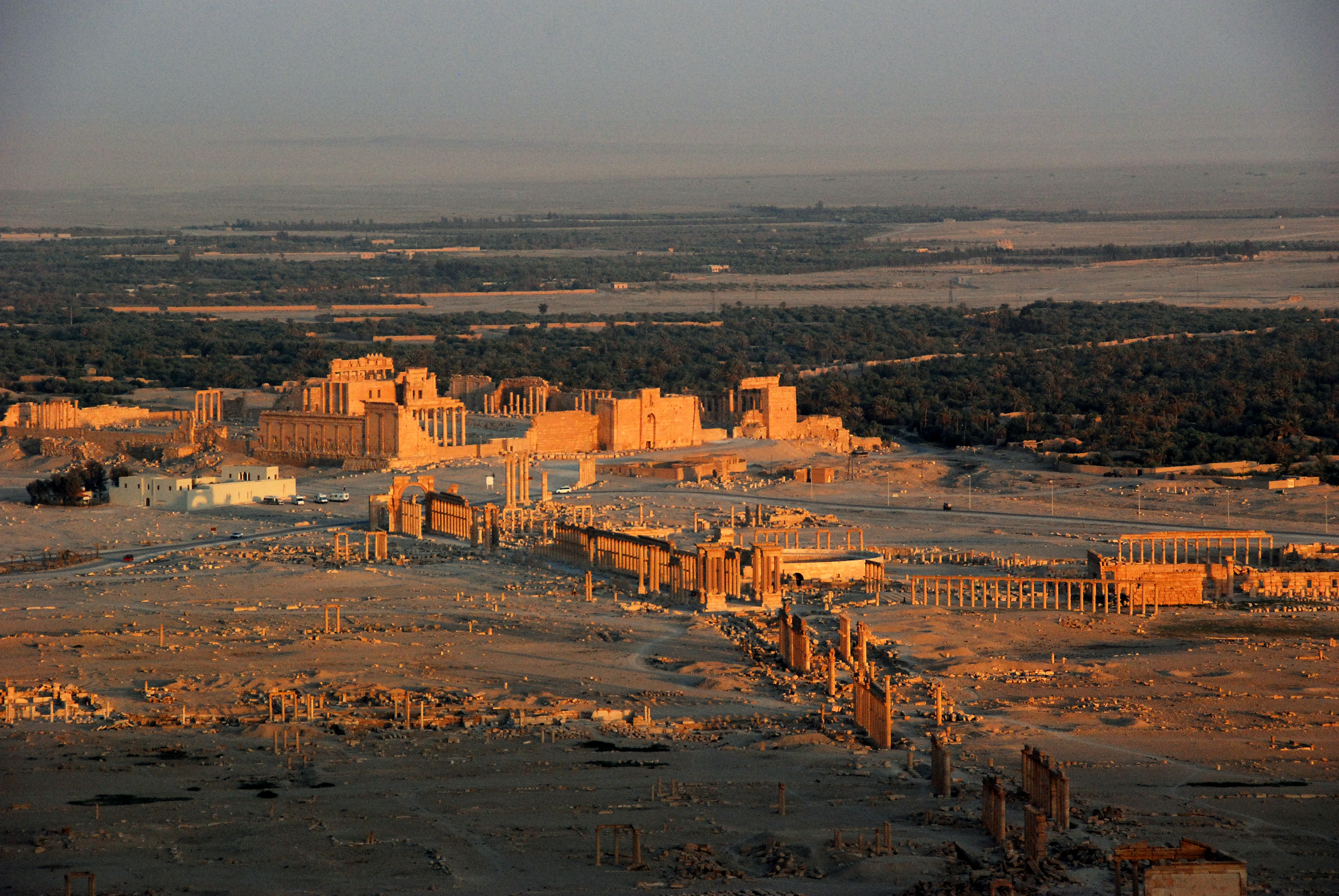
عمد تدمر الكبير في سوريا.
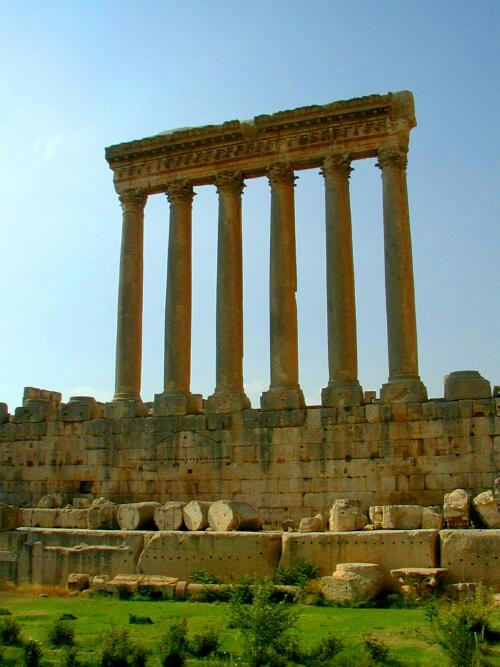
بعلبك في لبنان.
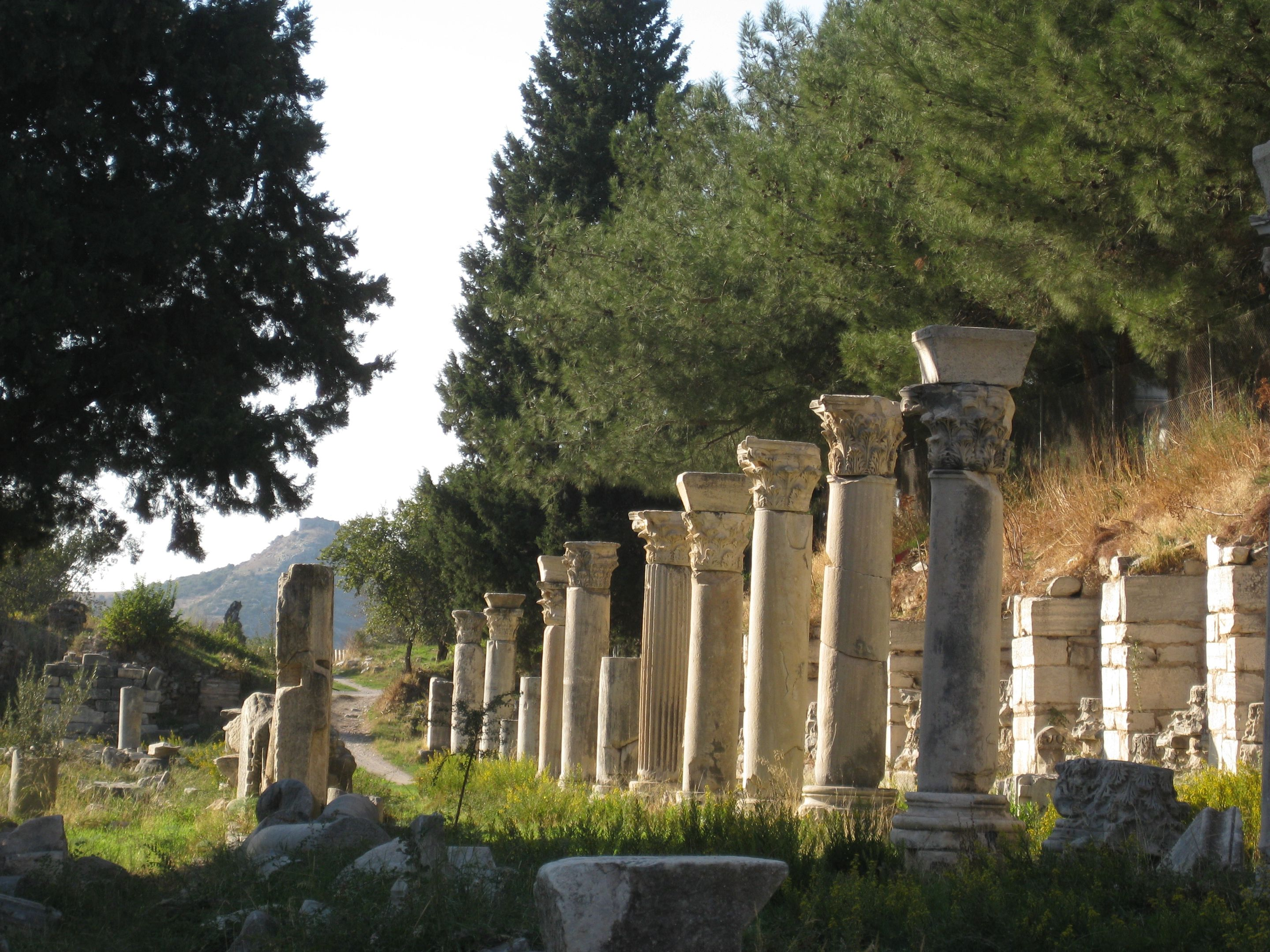
Ephesus

### عصر النهضة والفترات الباروكية

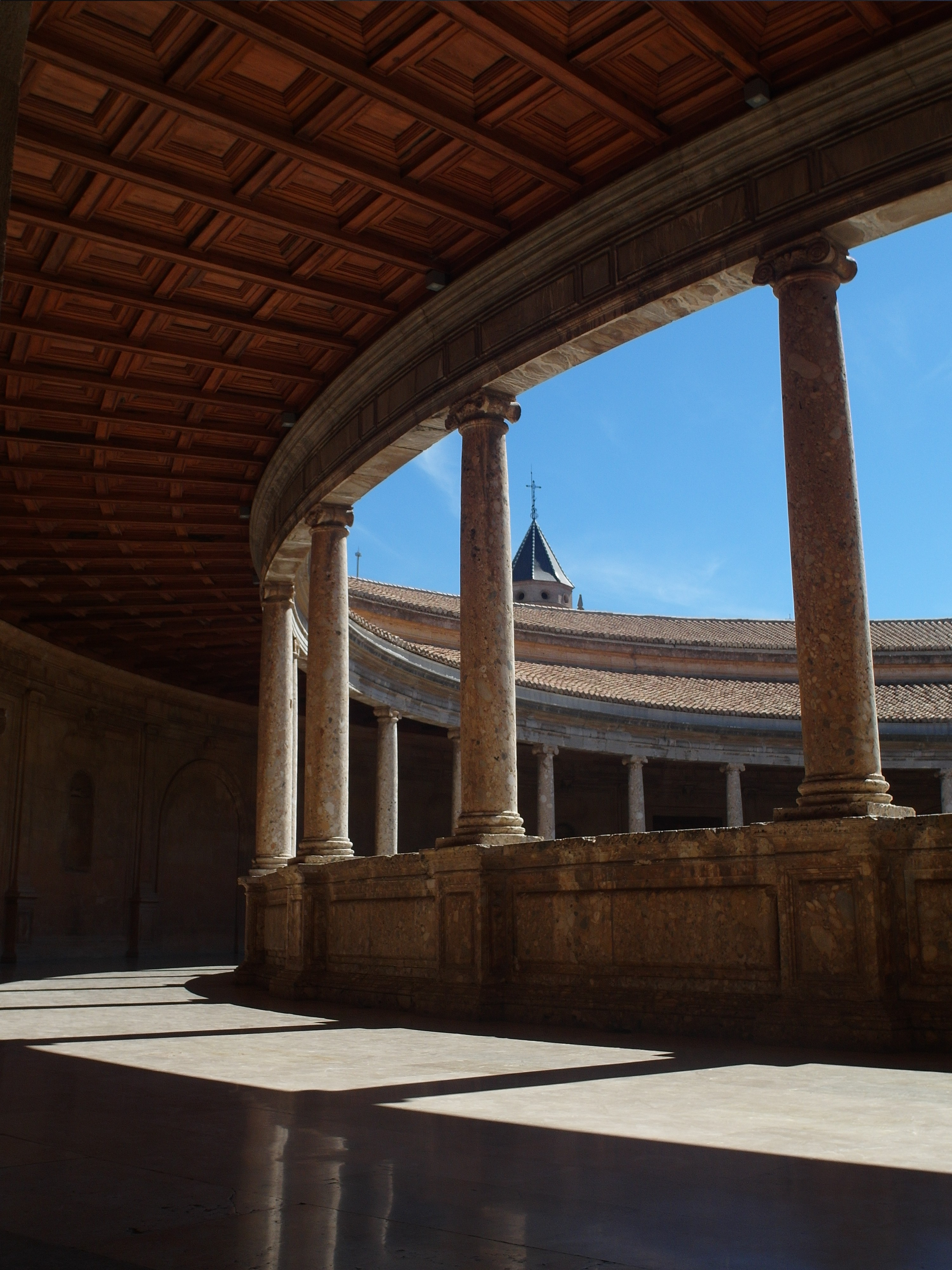
Palace of Charles V, Granada (1527)
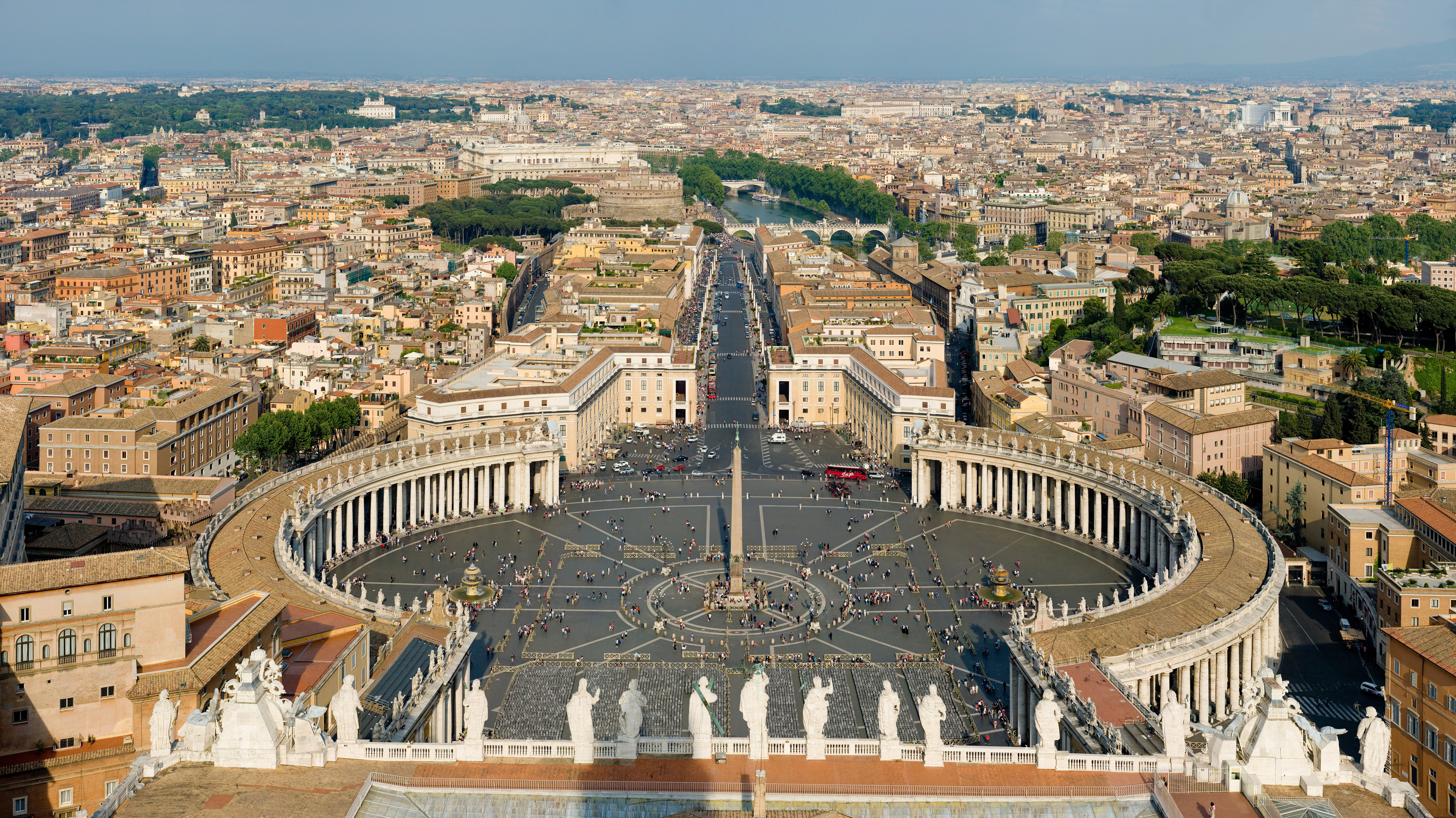
Bernini's colonnade St. Peter's Square, Vatican City (1660s)
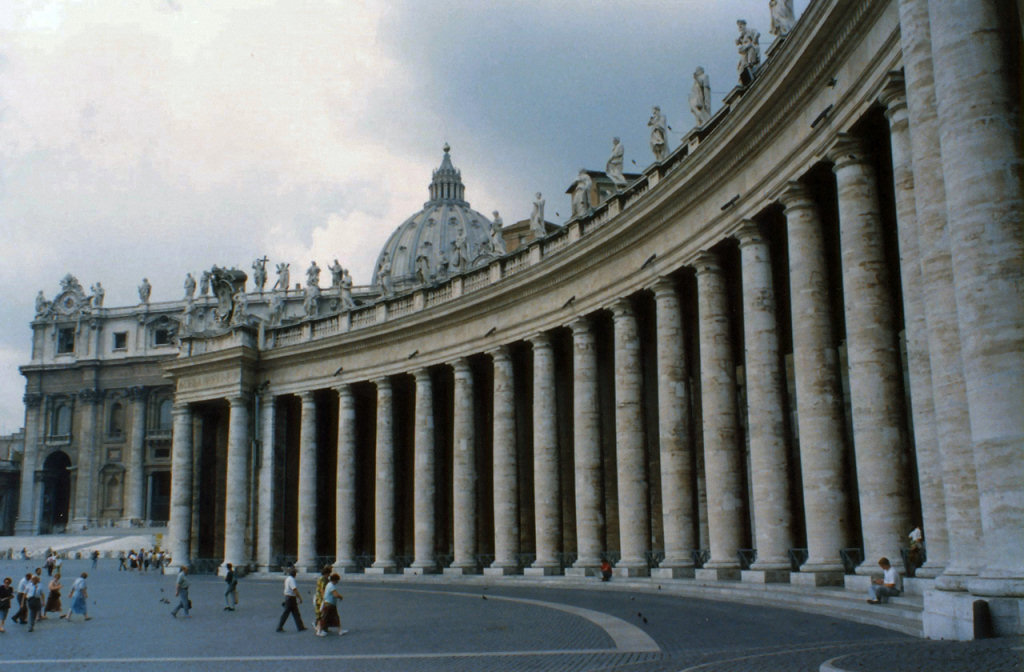
Detail of St. Peter's Square colonnade
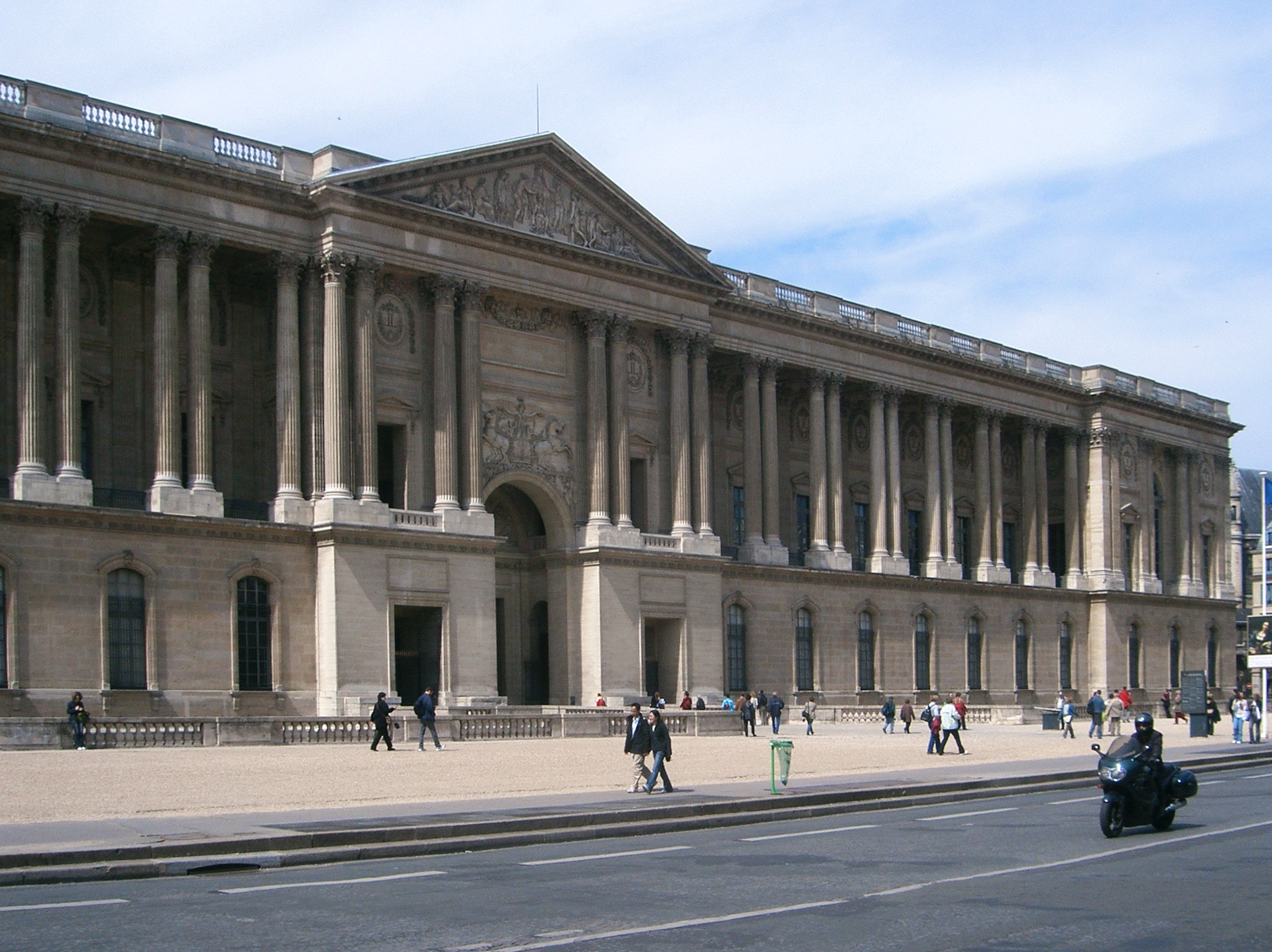
Colonnade of the Louvre, Paris (1670)

### الكلاسيكية الجديدة

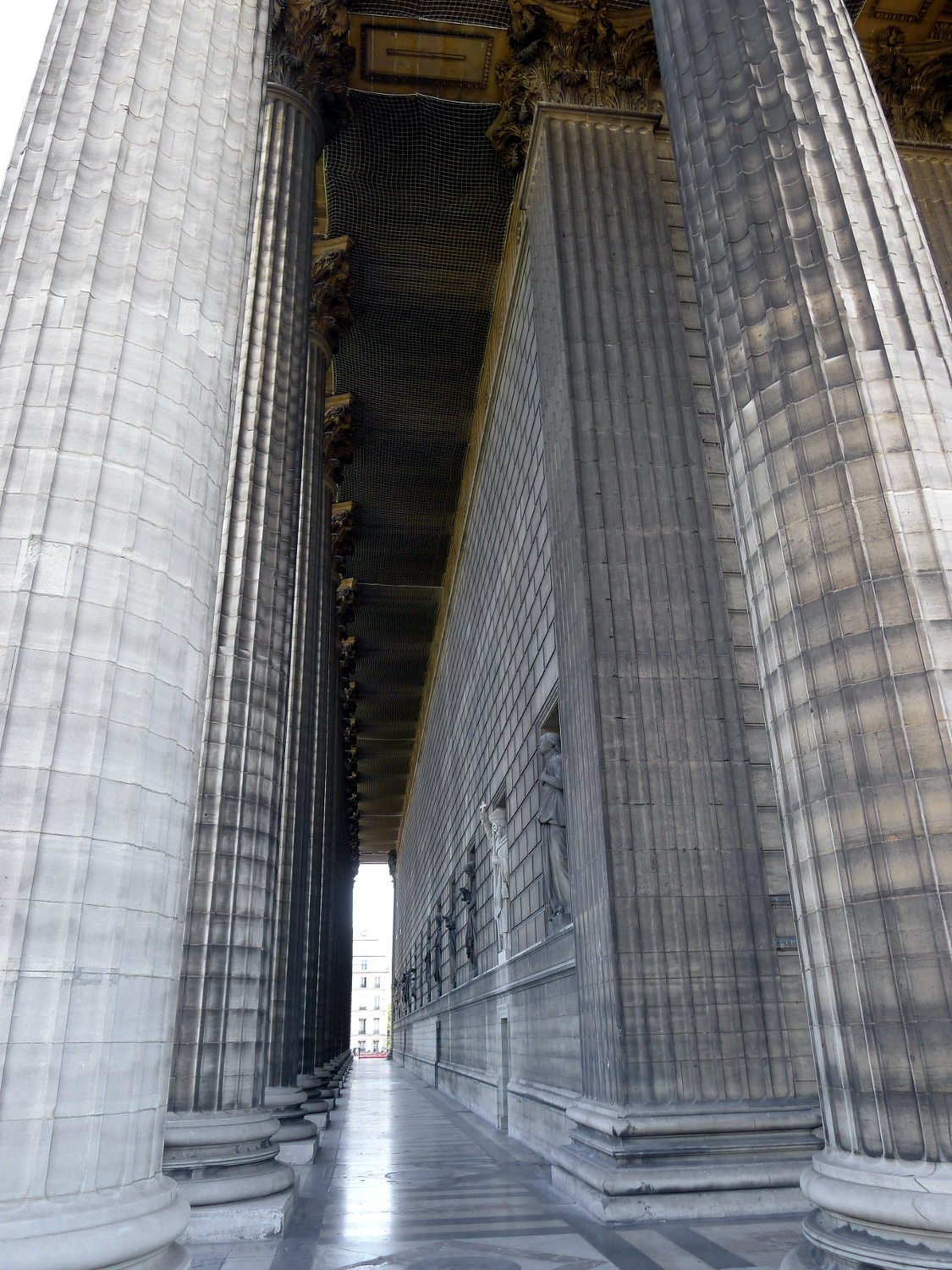
The church of La Madeleine, Paris (consecrated 1842)
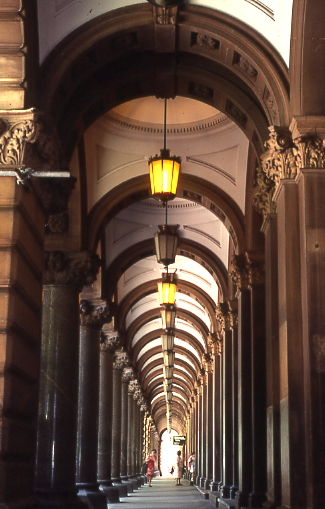
Vaulted colonnade in the General Post Office, Sydney (1890s)
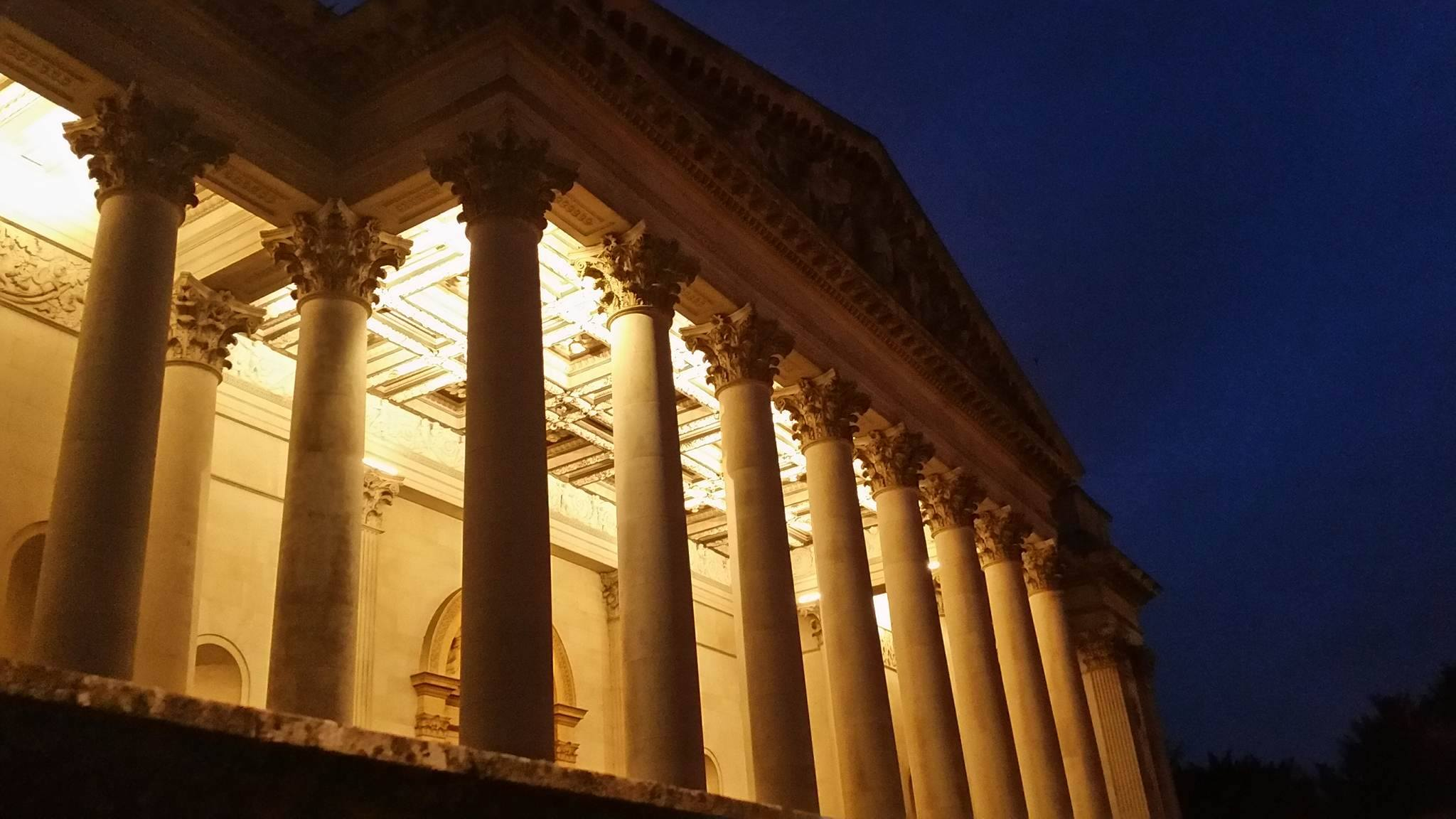
Main entrance to the Fitzwilliam Museum, University of Cambridge (nineteenth century)

### الإستخدامات الحديثة

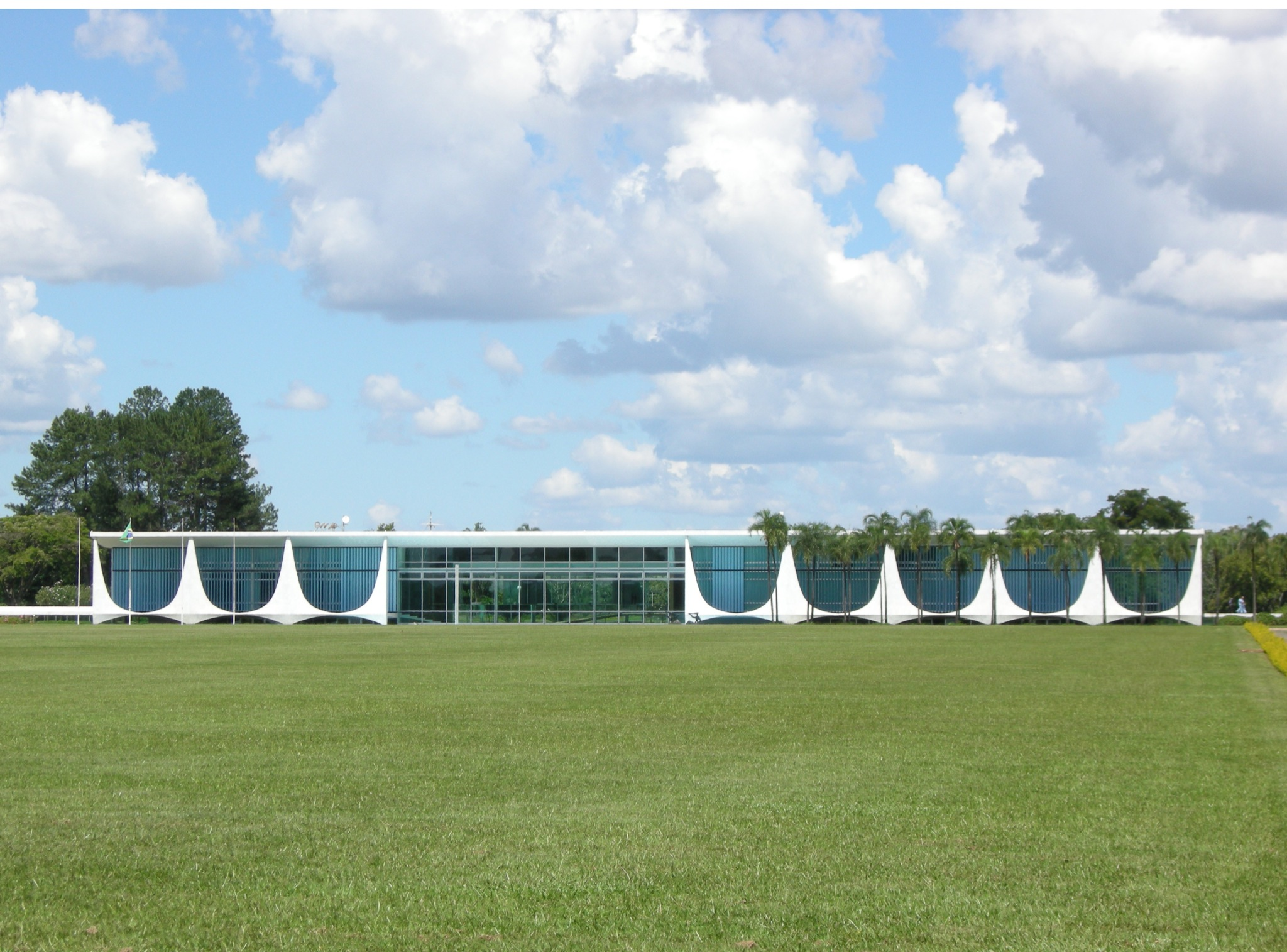
Palácio da Alvorada, by Oscar Niemeyer, in Brasília, Brazil (1958)